# اکمال اکراموف
اکمال اکراموف (انگلیسی: Akmal Ikramov؛ ۱۸۹۸ – ۱۳ مارس ۱۹۳۸) سیاست‌مدار اهل اتحاد جماهیر شوروی بود. وی از دسامبر ۱۹۲۹ تا ۲۷ سپتامبر ۱۹۳۷ دبیر اول حزب کمونیست ازبکستان بود.
اکمال اکراموف در ۱۳ مارس ۱۹۳۸، در پاکسازی بزرگ دوران ژوزف استالین اعدام‌ شد.
وی همچنین برندهٔ جوایزی همچون نشان لنین شده‌است.